# Giuseppe Angeli
Giuseppe Angeli (ur. 1709 w Wenecji, zm. 1798 tamże) – włoski malarz późnego baroku, znany z przedstawiania zarówno tematów rodzajowych, jak i religijnych.

## Biografia
Kształcił się u Giambattisty Piazzetty. Do 1756 roku rozpoczął pracę jako instruktor w Akademii Sztuk Pięknych w Wenecji, a w 1772 został jej rektorem.
Znany jest z dwóch płócien w kościele San Stae i fresków w Villa Widmann-Foscari w Mirze, niedaleko Padwy.

## Dzieła[1][2]
Do jego dzieł zaliczają się:
- Niepokalane Poczęcie ze Świętymi z ok. 1760
- Dwie sceny z Via Crucis dla kościoła Santa Maria Zobenigo
- Niepokalane Poczęcie ze Świętymi w bazylice Santa Maria Gloriosa dei Frari
- Obraz Franciszka w Sanktuarium Madonny del Pilastrello w Lendinarze
- Objawienie Dziewicy św. Simona Stocka w kościele Santa Maria Maddalena
- Freski w salonie Villa Giovanelli Colonna w Noventa Padovana
- Sufit w Scuola Grande di San Giovanni Evangelista
- Obraz Soldato con Tamburo w Luwrze